# Gegroefde veldsla

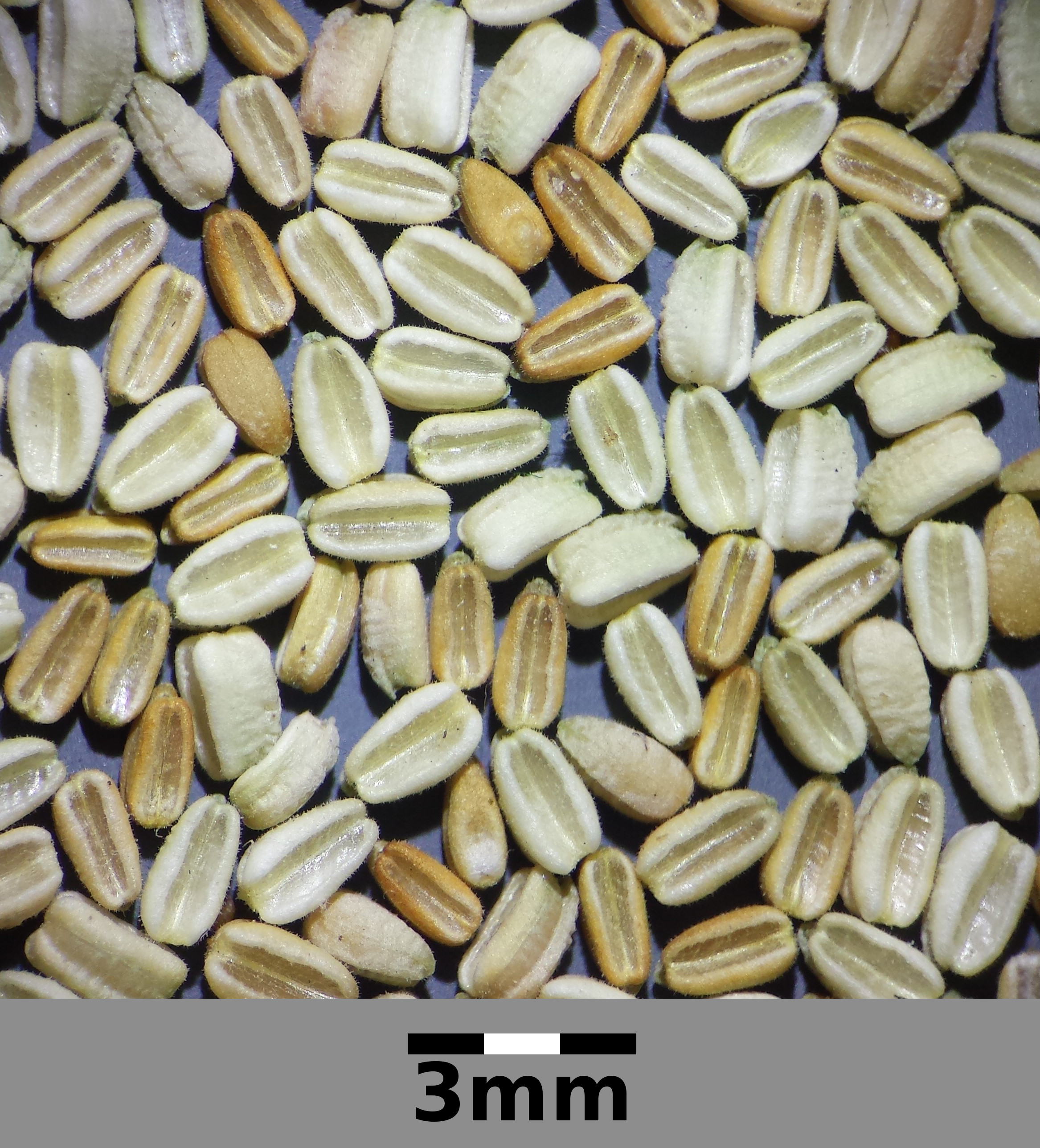
Vruchten

Gegroefde veldsla (Valerianella carinata) is een eenjarige plant, die behoort tot de kamperfoeliefamilie (Caprifoliaceae). De soort komt van nature voor in Midden- en Zuid-Europa, Noord-Afrika en naar het oosten tot in de Kaukasus en Iran. Gegroefde veldsla staat op de Nederlandse Rode lijst van planten als een soort die in Nederland zeldzaam en matig afgenomen is. Het aantal chromosomen is 2n = 14, 16 of 18. Deze plant is onderscheidt zich van gewone veldsla door de langwerpige, niet ronde vruchtjes.
De plant wordt 7-15 cm hoog. De zeskantige stengel is dicht behaart met van de stengel afstaande gekromde haren. De onderste, 2–6 cm lange en 5–12 mm brede bladeren zijn spatelvormig en de bovenste bladeren zijn langwerpig tot lijnvormig met een stompe top en een gave of of iets getande bladrand.
De plant bloeit in april en mei. De bloeistengel is meervoudig gaffelig vertakt. De schutbladen zijn ongeveer even lang als de bloemen. De vijfslippige, 1,5 mm grote bloemen zijn blauwachtig wit. De meeldraden staan op de bloemkroon ingeplant. Het driehokkige vruchtbeginsel is onderstandig, waarbij maar één hokje vruchtbaar is.
De langwerpige, bijna vierkantige, 2,5 mm lange vrucht is een kaal tot kort behaart nootje. Op dwarsdoorsnede is de rugzijde van het vruchtbare hokje niet kurkachtig verdikt en aan de buikzijde zitten de twee door een diepe groeve gescheiden onvruchtbare hokjes. De groeve is doorschijnend.

## Habitat
De plant komt voor op matig voedselarme, neutrale tot kalkhoudende grond in akkerland, moestuinen, zeeduinen, dijken en op open plaatsen in grasland.

## Verspreiding
Gegroefde veldsla komt voor in Midden- en Zuid-Europa en Noord-Afrika. In het oosten dringt de soort door in de Kaukasus en Iran. Het is een submediterraan-mediterrane plant.

## Plantengemeenschap
Gegroefde veldsla is een kensoort voor de duinsterretjes-associatie (Phleo-Tortuletum ruraliformis), een plantengemeenschap van droge graslanden op kalkrijke, voedselarme duinen.